# Iberisk marmorsalamander
Iberisk marmorsalamander (Triturus pygmaeus) är en art i familjen salamandrar (Salamandridae) som finns på Iberiska halvön.

## Beskrivning
Den sydliga populationen skiljer sig något åt från den i den nordliga delen av utbredningsområdet. Arten är klargrön på ovansidan med stora svarta fläckar; i den södra populationen är den gröna färgen ljusare. Buksidan är delvis rosa med svarta fläckar och en del vita markeringar. Längden når upp till 14 cm i norr, 10,5 cm i söder.

## Taxonomi
Arten betraktades tidigare som en underart av marmorvattensalamandern (T. marmoratus). men efter genetiska studier av DNA från de två formerna upphöjdes detta taxon till art.

## Utbredning
Arten finns i södra och centrala Portugal och södra Spanien.

## Beteende
Arten lever i korkekskogar, från havsytans nivå till 1 450 m. För lek och larvutveckling uppsöker den små dammar, diken, laguner, bevattningskanaler, vattentråg, övergivna stenbrott och andra stillastående eller långsamt flytande vattensamlingar, temporära såväl som permanenta. Lektiden varar från oktober till mars/april, under vilken honan lägger mellan 100 och 150 ägg. Den blir könsmogen vid omkring ett års ålder.

## Status
Den iberiska marmorsalamandern är klassificerad som missgynnad ("NT"), framför allt på grund av förlust av de temporära lekvattnen. I stora delar av utbredningsområdet utgör inplanterade kräftor och rovfisk också ett hot, medan i södra och östra Spanien byggnation, grundvattenregleringar och agrokulturella föroreningar bidragit till nergången.